# Chevru
Chevru (prononcé [ ʃə.ˈvʁy]) est une commune française située dans le département de Seine-et-Marne en région Île-de-France.

## Géographie

### Localisation

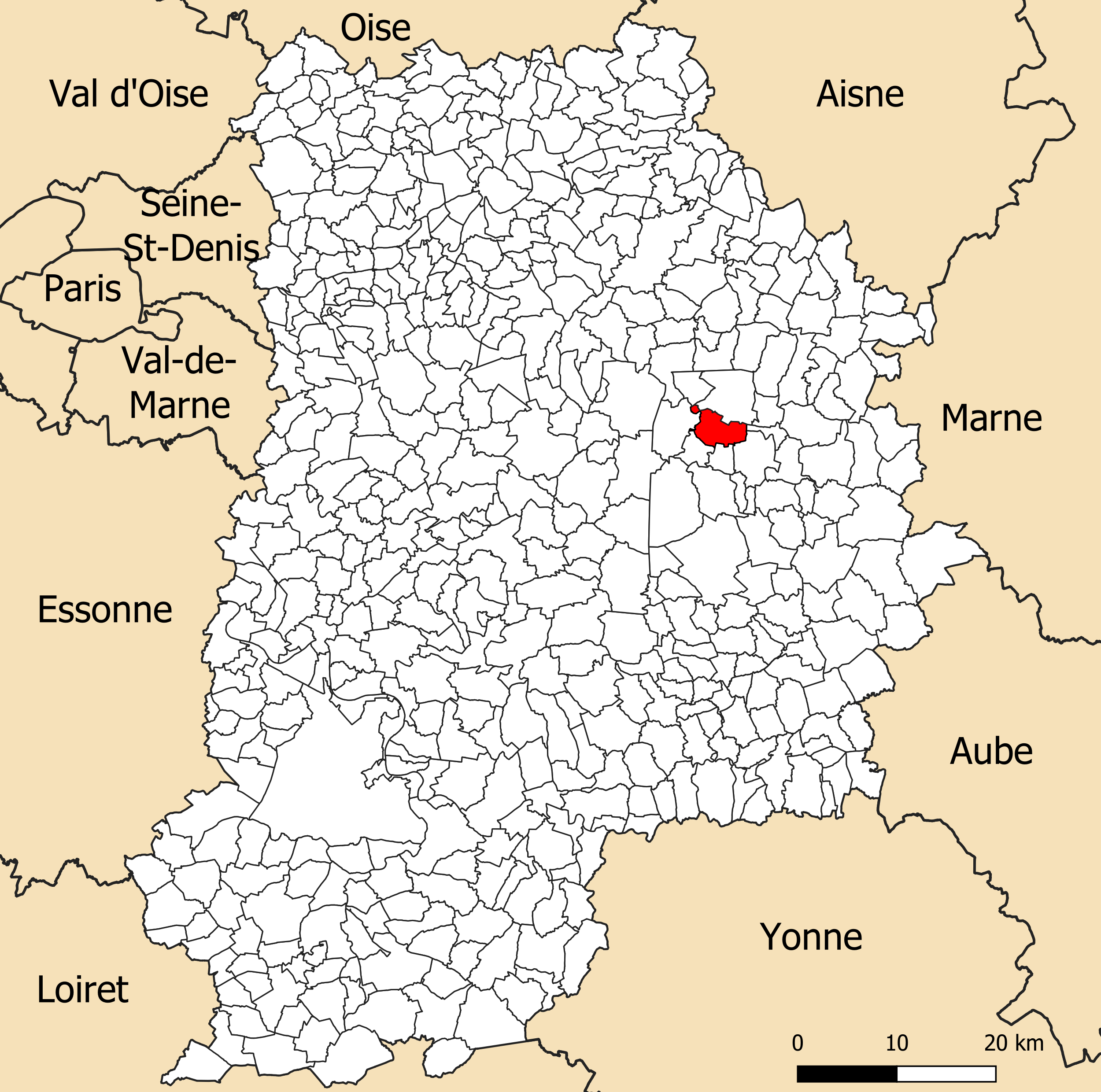
Localisation de la commune de Chevru dans le département de Seine-et-Marne.

Chevru est située dans la Brie, à environ 15 km par la route, au sud-est de Coulommiers et à 11,5 km au sud-ouest de La Ferté-Gaucher.

### Communes limitrophes
| Marolles-en-Brie |        | Choisy-en-Brie |
| Amillis          | Chevru | Leudon-en-Brie |
| Dagny            | Frétoy | Beton-Bazoches |

### Géologie et relief
La commune est classée en zone de sismicité 1, correspondant à une sismicité très faible.
L'altitude varie de 121 mètres à 165 mètres pour le point le plus haut , le centre du bourg se situant à environ 146 mètres d'altitude (mairie).

### Hydrographie

#### Réseau hydrographique

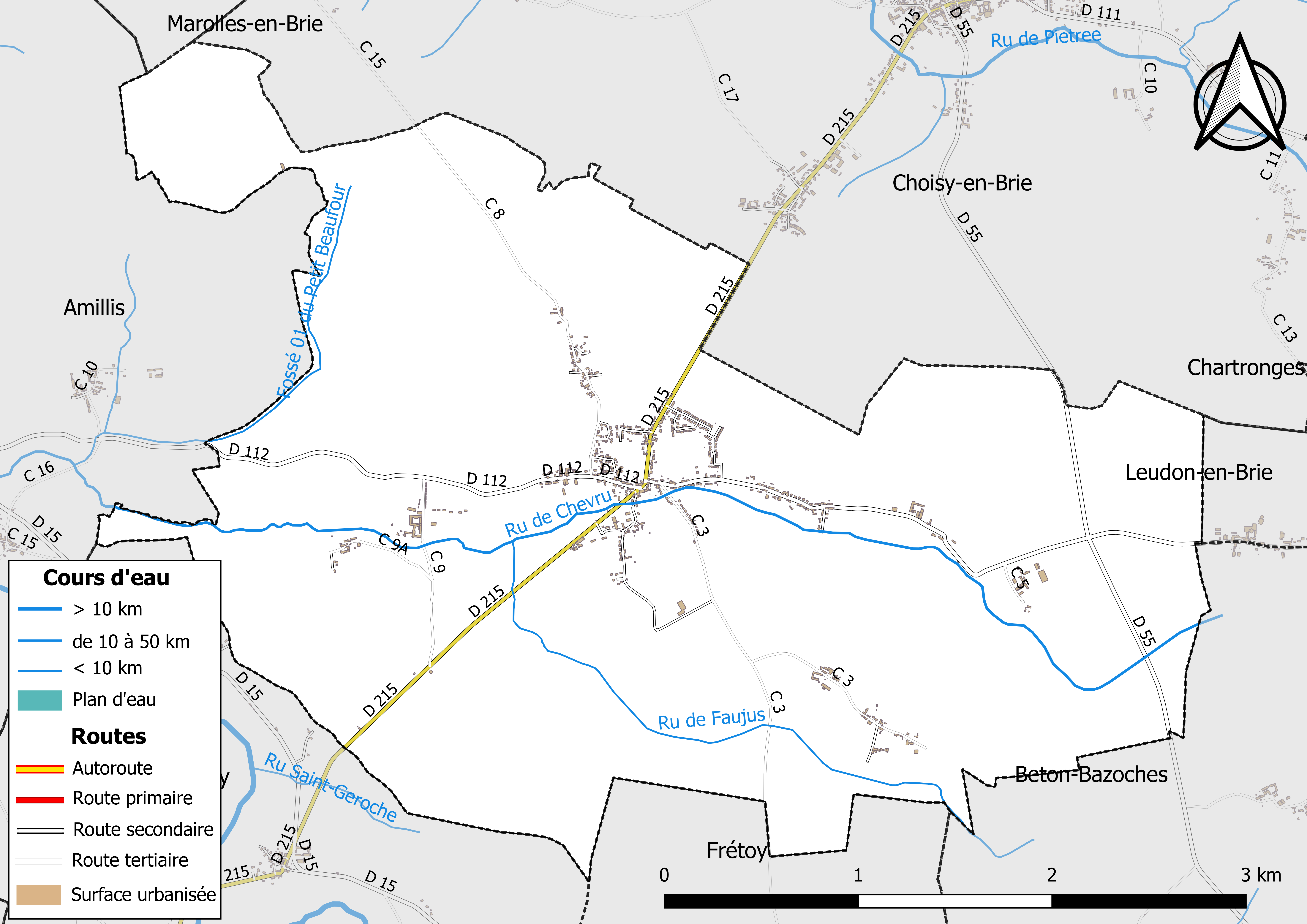
Carte des réseaux hydrographique et routier de Chevru.

Le réseau hydrographique de la commune se compose de trois cours d'eau référencés :
- le ru de Chevru, long de 7,72 km[4], affluent de l'Aubetin, qui traverse la commune d'est en ouest ;
  - le ru de Faujus, long de 3,72 km[5], affluent du ru de Chevru ;
- le fossé 01 du Petit Beaufour, long de 2,29 km[6], qui conflue dans le ru de Beaufour.

La longueur totale des cours d'eau sur la commune est de 10,97 km.

#### Gestion des cours d'eau
Afin d’atteindre le bon état des eaux imposé par la Directive-cadre sur l'eau du 23 octobre 2000, plusieurs outils de gestion intégrée s’articulent à différentes échelles : le SDAGE, à l’échelle du bassin hydrographique, et le SAGE, à l’échelle locale. Ce dernier fixe les objectifs généraux d’utilisation, de mise en valeur et de protection quantitative et qualitative des ressources en eau superficielle et souterraine. Le département de Seine-et-Marne est couvert par six SAGE, au sein du bassin Seine-Normandie.
La commune fait partie du SAGE « Petit et Grand Morin », approuvé le 21 octobre 2016. Le territoire de ce SAGE comprend les bassins du Petit Morin (630 km2) et du Grand Morin (1 185 km2). Le pilotage et l’animation du SAGE sont assurés par le syndicat Mixte d'Aménagement et de Gestion des Eaux (SMAGE) des 2 Morin, qualifié de « structure porteuse ».

### Climat
Pour des articles plus généraux, voir Climat de l'Île-de-France et Climat de Seine-et-Marne.
En 2010, le climat de la commune est de type climat océanique dégradé des plaines du Centre et du Nord, selon une étude du CNRS s'appuyant sur une série de données couvrant la période 1971-2000. En 2020, Météo-France publie une typologie des climats de la France métropolitaine dans laquelle la commune est exposée à un climat océanique altéré et est dans la région climatique Nord-est du bassin Parisien, caractérisée par un ensoleillement médiocre, une pluviométrie moyenne régulièrement répartie au cours de l’année et un hiver froid (3 °C).
Pour la période 1971-2000, la température annuelle moyenne est de 10,4 °C, avec une amplitude thermique annuelle de 15,4 °C. Le cumul annuel moyen de précipitations est de 733 mm, avec 11,5 jours de précipitations en janvier et 8,2 jours en juillet. Pour la période 1991-2020, la température moyenne annuelle observée sur la station météorologique installée sur la commune est de 11,2 °C et le cumul annuel moyen de précipitations est de 697,7 mm,. Pour l'avenir, les paramètres climatiques de la commune estimés pour 2050 selon différents scénarios d'émission de gaz à effet de serre sont consultables sur un site dédié publié par Météo-France en novembre 2022.
| Mois                                  | jan.            | fév.           | mars          | avril         | mai             | juin           | jui.           | août           | sep.         | oct.            | nov.          | déc.             | année      |
| ------------------------------------- | --------------- | -------------- | ------------- | ------------- | --------------- | -------------- | -------------- | -------------- | ------------ | --------------- | ------------- | ---------------- | ---------- |
| Température minimale moyenne (°C)     | 1,3             | 1,3            | 3,3           | 5,1           | 8,7             | 11,5           | 13,3           | 13,2           | 10,4         | 7,8             | 4,2           | 2                | 6,8        |
| Température moyenne (°C)              | 3,7             | 4,4            | 7,5           | 10,2          | 13,9            | 17             | 19,3           | 19,2           | 15,7         | 11,8            | 7,1           | 4,4              | 11,2       |
| Température maximale moyenne (°C)     | 6,1             | 7,4            | 11,7          | 15,3          | 19              | 22,5           | 25,3           | 25,3           | 21           | 15,7            | 9,9           | 6,7              | 15,5       |
| Record de froid (°C) date du record   | −15,8 08.01.10  | −13,9 04.02.12 | −9,2 13.03.13 | −4,4 06.04.21 | −1,3 05.05.1996 | 1,4 04.06.1991 | 5,5 13.07.1993 | 4,6 26.08.1993 | 1,8 30.09.22 | −3,8 30.10.1997 | −9,7 30.11.10 | −12,7 31.12.1996 | −15,8 2010 |
| Record de chaleur (°C) date du record | 15,6 05.01.1999 | 18,6 27.02.19  | 24,6 31.03.21 | 28,2 20.04.18 | 30,9 27.05.05   | 35,8 27.06.11  | 41,5 25.07.19  | 39,7 12.08.03  | 34 09.09.23  | 28,3 01.10.11   | 21 07.11.15   | 16,6 07.12.00    | 41,5 2019  |
| Précipitations (mm)                   | 57,8            | 52,6           | 51,2          | 51,6          | 67,1            | 51,5           | 55,9           | 56             | 56,1         | 64,7            | 60,9          | 72,3             | 697,7      |

### Milieux naturels et biodiversité
Aucun espace naturel présentant un intérêt patrimonial n'est recensé sur la commune dans l'inventaire national du patrimoine naturel,,.

## Urbanisme

### Typologie
Au 1er janvier 2024, Chevru est catégorisée commune rurale à habitat dispersé, selon la nouvelle grille communale de densité à sept niveaux définie par l'Insee en 2022.
Elle est située hors unité urbaine. Par ailleurs la commune fait partie de l'aire d'attraction de Paris, dont elle est une commune de la couronne,. Cette aire regroupe 1 929 communes,.

### Lieux-dits et écarts
La commune compte 100 lieux-dits administratifs répertoriés consultables ici (source : le fichier Fantoir) dont le Trembloy, Larrue, le Perthuis, Faujus.

### Occupation des sols
L'occupation des sols de la commune, telle qu'elle ressort de la base de données européenne d’occupation biophysique des sols Corine Land Cover (CLC), est marquée par l'importance des territoires agricoles (85,1 % en 2018), en diminution par rapport à 1990 (86 %). La répartition détaillée en 2018 est la suivante : 
terres arables (81,5% ), forêts (10,4% ), zones urbanisées (4,5% ), zones agricoles hétérogènes (3,5 %).
Parallèlement, L'Institut Paris Région, agence d'urbanisme de la région Île-de-France, a mis en place un inventaire numérique de l'occupation du sol de l'Île-de-France, dénommé le MOS (Mode d'occupation du sol), actualisé régulièrement depuis sa première édition en 1982. Réalisé à partir de photos aériennes, le Mos distingue les espaces naturels, agricoles et forestiers mais aussi les espaces urbains (habitat, infrastructures, équipements, activités économiques, etc.) selon une classification pouvant aller jusqu'à 81 postes, différente de celle de Corine Land Cover,,. L'Institut met également à disposition des outils permettant de visualiser par photo aérienne l'évolution de l'occupation des sols de la commune entre 1949 et 2018.

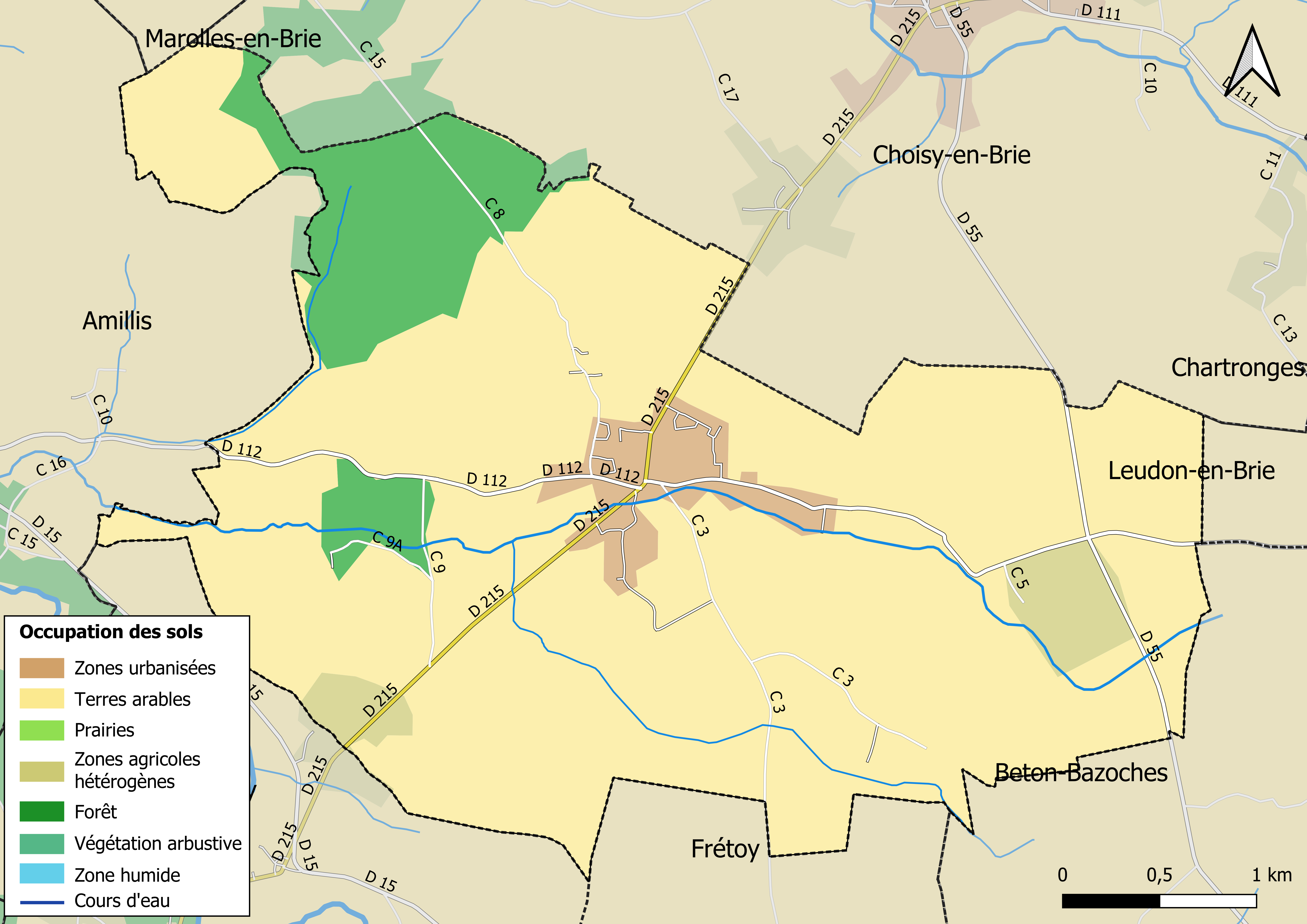
Carte des infrastructures et de l'occupation des sols en 2018 (CLC) de la commune.
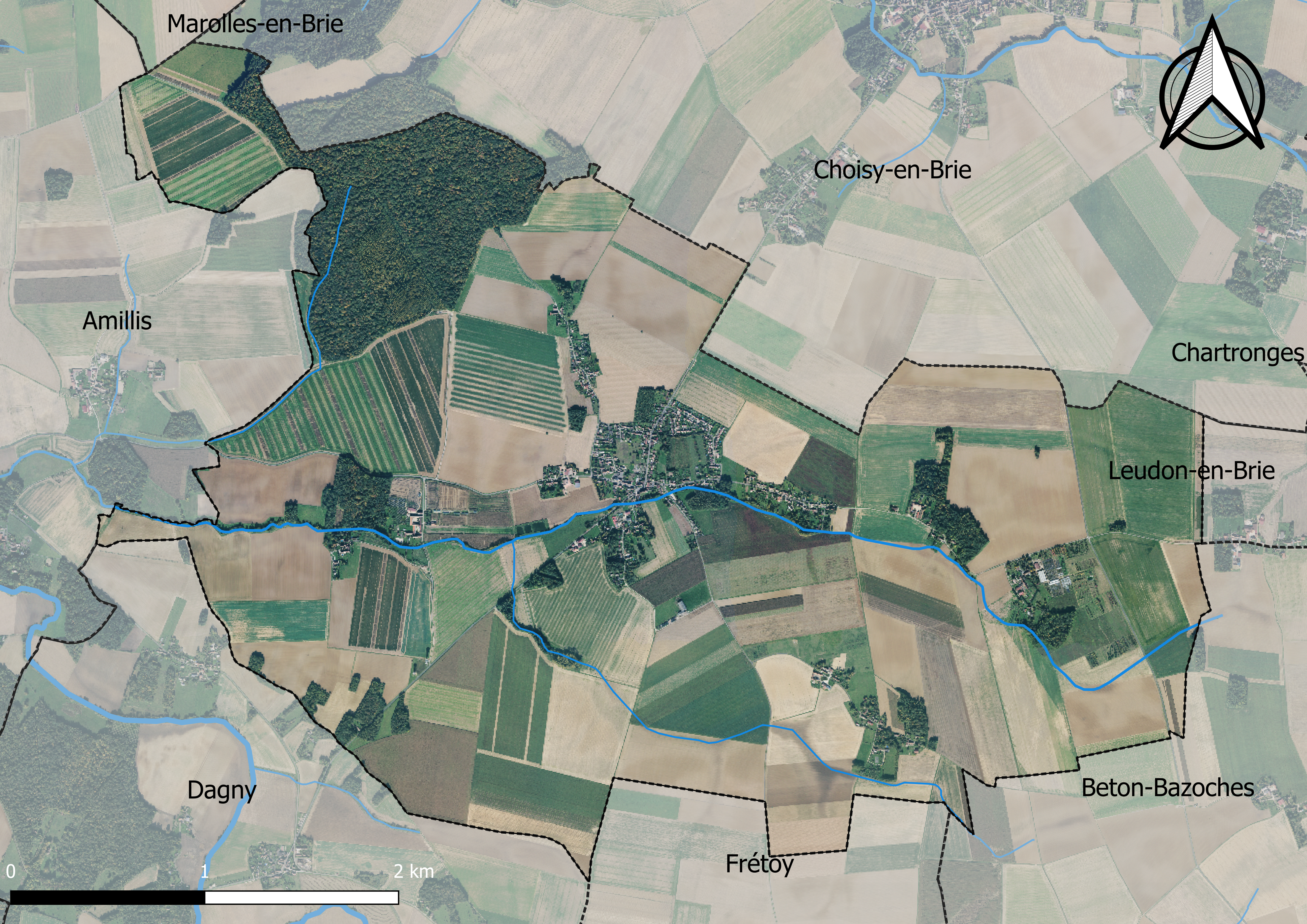
Carte orhophotogrammétrique de la commune.

### Planification
La loi SRU du 13 décembre 2000 a incité les communes à se regrouper au sein d’un établissement public, pour déterminer les partis d’aménagement de l’espace au sein d’un SCoT, un document d’orientation stratégique des politiques publiques à une grande échelle et à un horizon de 20 ans et s'imposant aux documents d'urbanisme locaux, les PLU (Plan local d'urbanisme). La commune est dans le territoire du SCOT du Bassin de vie de Coulommiers, approuvé le 11 juillet 2013 et porté par le syndicat intercommunal d’étude et de programmation (SIEP) de Coulommiers.
La commune disposait en 2019 d'un plan local d'urbanisme approuvé. Le zonage réglementaire et le règlement associé peuvent être consultés sur le Géoportail de l'urbanisme.

### Logement
En 2017, le nombre total de logements dans la commune était de 405 dont 96,5 % de maisons et 3,3 % d'appartements.
Parmi ces logements, 91,3 % étaient des résidences principales, 5,4 % des résidences secondaires et 3,2 % des logements vacants.
La part des ménages fiscaux propriétaires de leur résidence principale s'élevait à 87,2 % contre 12 % de locataires et 0,8 % logés gratuitement.

### Voies de communication et transports

#### Transports
La commune est desservie par la ligne d’autocars no 10 (Coulommiers - Meilleray) du réseau de bus Brie et 2 Morin.

## Toponymie
Le nom de la localité est mentionné sous les formes H. de Cebrus vers 1092 ; Chevreu en 1135 ; Villa de Chevrous en 1203, ; Vivarium de Cheveru en 1212, ; Chevru en 1217 ; Chevreu vers 1222 ; Chevrucum en 1247 ; Parrochia de Cheuvroto en 1327 ; [Le fief de] Chevru les Coulommiers en 1461, ; Chevreu en Brye en 1548 ; Chevreulx en 1607,.
Son étymologie provient de l'agglutination des mots latins caput et rivus qui signifie : à la « source de la rivière ».

## Histoire
La seigneurie de Chevru appartient successivement aux chevaliers du Temple puis à ceux de Malte.
L'existence d'une paroisse, avec une église consacrée à saint Denis, est attestée en 937.

## Politique et administration

### Rattachements administratifs et électoraux
La commune était intégrée à l'arrondissement de Provins du département de Seine-et-Marne.
Afin de faire coïncider les limites d'arrondissement et celles des intercommunalités, elle intègre le 1er janvier 2018 l'arrondissement de Meaux.
Pour l'élection des députés, elle fait partie depuis 1988 de la cinquième circonscription de Seine-et-Marne.
Elle faisait partie depuis 1793 du canton de La Ferté-Gaucher. Dans le cadre du redécoupage cantonal de 2014 en France, elle intègre le canton de Coulommiers.

### Intercommunalité
La commune était membre de la communauté de communes Avenir et développement du secteur des Trois Rivières, créée fin 1993.
Le 1er janvier 2013, celle-ci fusionne avec la communauté de communes de la Brie des Templiers pour former la communauté de communes du Pays de Coulommiers.
Dans le cadre des dispositions de la loi portant nouvelle organisation territoriale de la République (Loi NOTRe) du 7 août 2015, qui prévoit que les établissements publics de coopération intercommunale (EPCI) à fiscalité propre doivent avoir un minimum de 15 000 habitants (et 5 000 habitants en zone de montagnes), le schéma départemental de coopération intercommunale (SDCI) de Seine-et-Marne prescrit  sa fusion avec la communauté de communes de la Brie des moulins.
La communauté d'agglomération Coulommiers Pays de Brie est ainsi créée le 1er janvier 2018, dont la commune est désormais membre.

### Liste des maires
| Période                                  | Période  | Identité             | Étiquette | Qualité     |
| ---------------------------------------- | -------- | -------------------- | --------- | ----------- |
| Les données manquantes sont à compléter. |          |                      |           |             |
| 1942                                     | 1959     | Emile Couesnon       |           |             |
| 1959                                     | 1965     | Lucien Masson        |           |             |
| 1965                                     | 2001     | Paul Lanciaux        |           |             |
| 2001                                     | 2007     | Philippe Saubin      | DVD       |             |
| 2007                                     | En cours | Jean-François Masson |           | Agriculteur |

## Équipements et services

### Eau et assainissement
L’organisation de la distribution de l’eau potable, de la collecte et du traitement des eaux usées et pluviales relève des communes. La loi NOTRe de 2015 a accru le rôle des EPCI à fiscalité propre en leur transférant cette compétence. Ce transfert devait en principe être effectif au 1er janvier 2020, mais la loi Ferrand-Fesneau du 3 août 2018 a introduit la possibilité d’un report de ce transfert au 1er janvier 2026,.

#### Assainissement des eaux usées
En 2020, la gestion du service d'assainissement collectif de la commune de Chevru est assurée par la communauté d'agglomération Coulommiers Pays de Brie (CACPB) pour la collecte, le transport et la dépollution,,.
L’assainissement non collectif (ANC) désigne les installations individuelles de traitement des eaux domestiques qui ne sont pas desservies par un réseau public de collecte des eaux usées et qui doivent en conséquence traiter elles-mêmes leurs eaux usées avant de les rejeter dans le milieu naturel. Le Syndicat mixte d'assainissement du Nord-Est  (SIANE) assure pour le compte de la commune le service public d'assainissement non collectif (SPANC), qui a pour mission de vérifier la bonne exécution des travaux de réalisation et de réhabilitation, ainsi que le bon fonctionnement et l’entretien des installations,.

#### Eau potable
En 2020, l'alimentation en eau potable est assurée par le syndicat de l'Eau de l'Est seine-et-marnais (S2E77) qui gère le service en régie,,.

## Population et société

### Démographie
L'évolution du nombre d'habitants est connue à travers les recensements de la population effectués dans la commune depuis 1793. Pour les communes de moins de 10 000 habitants, une enquête de recensement portant sur toute la population est réalisée tous les cinq ans, les populations de référence des années intermédiaires étant quant à elles estimées par interpolation ou extrapolation. Pour la commune, le premier recensement exhaustif entrant dans le cadre du nouveau dispositif a été réalisé en 2006.

En 2022, la commune comptait 1 026 habitants, en évolution de −8,06 % par rapport à 2016 (Seine-et-Marne : +3,92 %, France hors Mayotte : +2,11 %).
| 1793 | 1800 | 1806 | 1821 | 1831 | 1836 | 1841 | 1846 | 1851 |
| ---- | ---- | ---- | ---- | ---- | ---- | ---- | ---- | ---- |
| 476  | 288  | 452  | 490  | 504  | 525  | 507  | 491  | 539  |

| 1856 | 1861 | 1866 | 1872 | 1876 | 1881 | 1886 | 1891 | 1896 |
| ---- | ---- | ---- | ---- | ---- | ---- | ---- | ---- | ---- |
| 506  | 544  | 564  | 525  | 483  | 463  | 440  | 440  | 428  |

| 1901 | 1906 | 1911 | 1921 | 1926 | 1931 | 1936 | 1946 | 1954 |
| ---- | ---- | ---- | ---- | ---- | ---- | ---- | ---- | ---- |
| 407  | 417  | 408  | 366  | 367  | 397  | 363  | 340  | 369  |

| 1962 | 1968 | 1975 | 1982 | 1990 | 1999 | 2006  | 2011  | 2016  |
| ---- | ---- | ---- | ---- | ---- | ---- | ----- | ----- | ----- |
| 313  | 302  | 309  | 380  | 496  | 855  | 1 063 | 1 081 | 1 116 |

| 2021  | 2022  | - | - | - | - | - | - | - |
| ----- | ----- | - | - | - | - | - | - | - |
| 1 047 | 1 026 | - | - | - | - | - | - | - |

### Sports
On peut noter[réf. nécessaire] :
- Centre équestre.
- randonnées pédestres.

### Manifestations culturelles et festivités
- Fête communale : dernier dimanche de juin ; patronale : dernier dimanche de juillet.

## Économie

### Revenus de la population et fiscalité
En 2018, le nombre de ménages fiscaux de la commune était de 368, représentant 1 090 personnes et la  médiane du revenu disponible par unité de consommation  de 22 660 euros.

### Emploi
En 2018, le nombre total d’emplois dans la zone était de 116, occupant 522 actifs  résidants (dont 15,4 % dans la commune de résidence et 84,6 % dans une commune autre que la commune de résidence).
Le taux d'activité de la population (actifs ayant un emploi) âgée de 15 à 64 ans s'élevait à 69 % contre un taux de chômage de 7,6 %. 
Les 23,3 % d’inactifs se répartissent de la façon suivante : 12,2 % d’étudiants et stagiaires non rémunérés, 3,5 % de retraités ou préretraités et 7,6 % pour les autres inactifs.

### Secteurs d'activité

#### Entreprises et commerces
En 2019, le nombre d’unités légales et d’établissements (activités marchandes hors agriculture) par secteur d'activité était de 51 dont 3 dans l’industrie manufacturière, industries extractives et autres, 8 dans la construction, 18 dans le commerce de gros et de détail, transports, hébergement et restauration, 2 dans l’Information et communication, 4 dans les activités immobilières, 5 dans les activités spécialisées, scientifiques et techniques et activités de services administratifs et de soutien, 6 dans l’administration publique, enseignement, santé humaine et action sociale et 5  étaient relatifs aux autres activités de services.
En 2020, 10 entreprises ont été créées sur le territoire de la commune, dont 8 individuelles.
Au 1er janvier 2021, la commune ne disposait pas d’hôtel et de terrain de camping.

#### Agriculture
Chevru est dans la petite région agricole dénommée la « Brie est », une partie de la Brie. En 2010, l'orientation technico-économique de l'agriculture sur la commune est diverses cultures (hors céréales et oléoprotéagineux, fleurs et fruits).
Si la productivité agricole de la Seine-et-Marne se situe dans le peloton de tête des départements français, le département enregistre un double phénomène de disparition des terres cultivables (près de 2 000 ha par an dans les années 1980, moins dans les années 2000) et de réduction d'environ 30 % du nombre d'agriculteurs dans les années 2010. Cette tendance se retrouve au niveau de la commune où le nombre d’exploitations est passé de 16 en 1988 à 15 en 2010. Parallèlement, la taille de ces exploitations augmente, passant de 71 ha en 1988 à 118 ha en 2010.
Le tableau ci-dessous présente les principales caractéristiques des exploitations agricoles de Chevru, observées sur une période de 22 ans : 
|                                      | 1988  | 2000  | 2010  |
| ------------------------------------ | ----- | ----- | ----- |
| Dimension économique,                |       |       |       |
| Nombre d’exploitations (u)           | 16    | 13    | 15    |
| Travail (UTA)                        | 36    | 26    | 25    |
| Surface agricole utilisée (ha)       | 1 128 | 1 388 | 1 767 |
| Cultures                             |       |       |       |
| Terres labourables (ha)              | 1 102 | 1 330 | 1 734 |
| Céréales (ha)                        | 693   | 898   | 1 108 |
| dont blé tendre (ha)                 | 468   | 670   | 803   |
| dont maïs-grain et maïs-semence (ha) | 145   | 185   | 256   |
| Tournesol (ha)                       | 43    |       | s     |
| Colza et navette (ha)                | 50    | s     | 84    |
| Élevage                              |       |       |       |
| Cheptel (UGBTA)                      | 123   | 270   | 151   |

## Culture locale et patrimoine

### Monuments et lieux remarquables
La commune ne compte pas de monument répertorié à l'inventaire des monuments historiques (Base Mérimée).

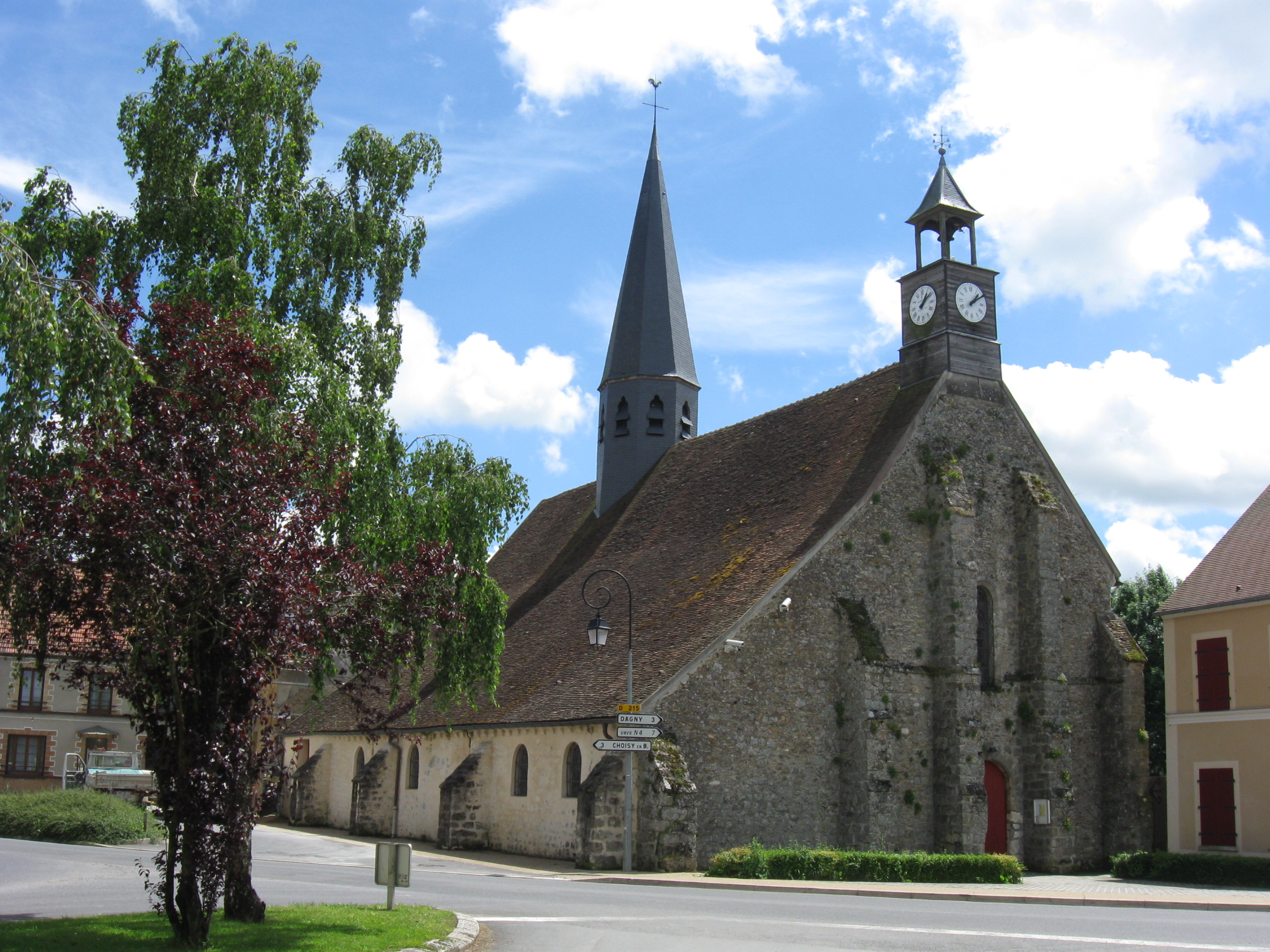
L'église Saint-Thibault.

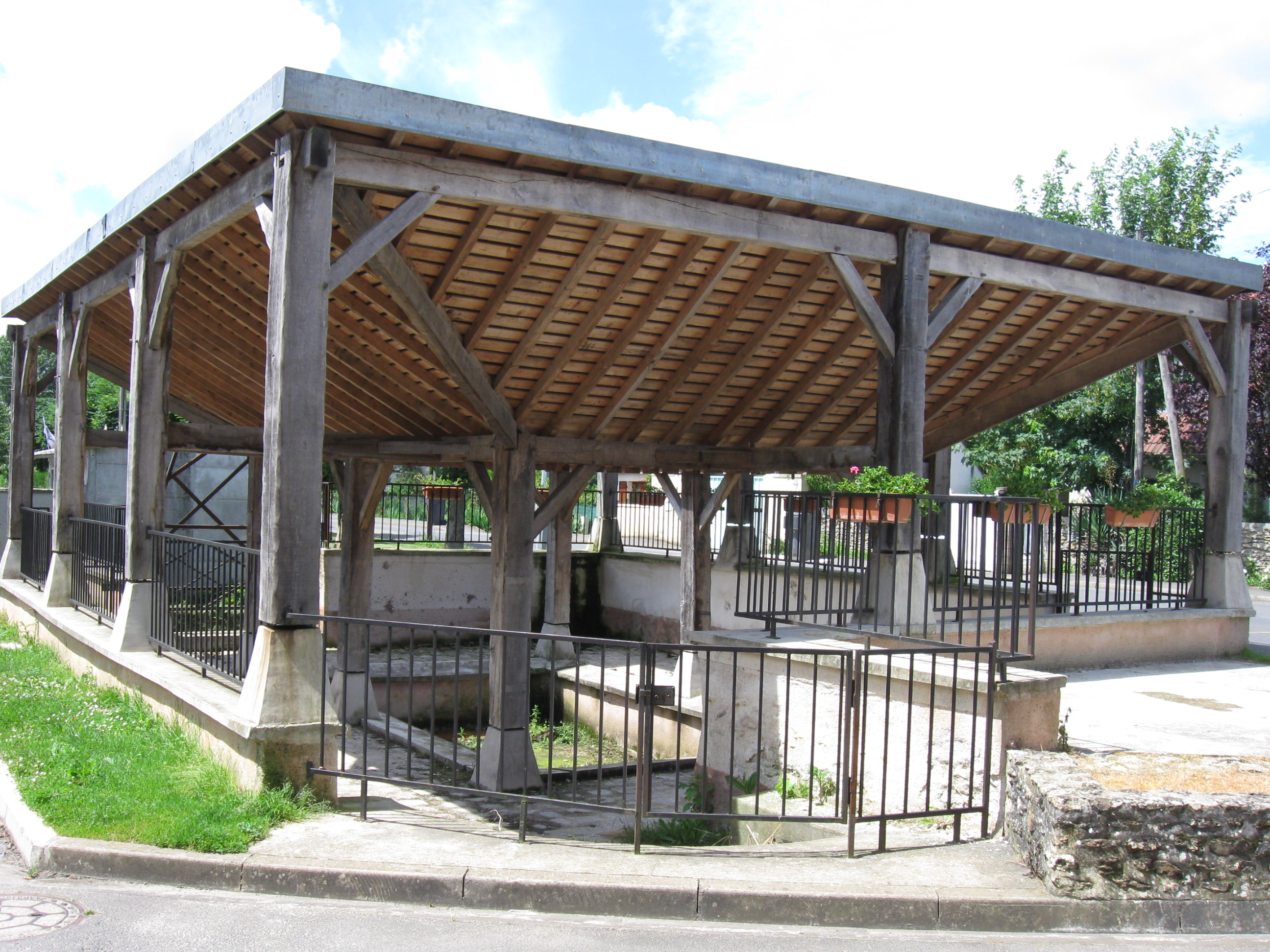
Le lavoir.

### Autres lieux et monuments
- L'église Saint-Thibault, XIIIe siècle[70],[71] ;
- L'ancienne commanderie de Chevru : chapelle du début du XIIIe siècle ;
- Lavoir à impluvium, rénové en 2008[47] ;
- La commune est traversée par le sentier de grande randonnée 11 (GR 11).

### Personnalités liées à la commune
- Médéric Charot (1846-1916), écrivain français né à Chevru.
- Le chanteur Michel Sardou, qui donna un gala lors de la fête de la bière de Chevru le 3 juillet 1976[72].